# Carolyn Darbyshire
Carolyn Darbyshire, coniugata McRory (Arborg, 6 dicembre 1963), è una giocatrice di curling canadese.

## Biografia
Partecipò all'età di 46 anni ai XXI Giochi olimpici invernali edizione disputata a Vancouver nella Columbia Britannica, (Canada) nel febbraio del 2010, riuscendo ad ottenere la medaglia d'argento nella squadra canadese con le connazionali Susan O'Connor, Cheryl Bernard, Cori Bartel e Kristie Moore.
Nell'edizione la nazionale svedese ottenne la medaglia d'oro, la cinese quella di bronzo.